# Helmutwinklerit
Helmutwinklerit ist ein sehr selten vorkommendes Mineral aus der Mineralklasse der „Phosphate, Arsenate und Vanadate“. Er kristallisiert im triklinem Kristallsystem mit der chemischen Zusammensetzung PbZn2[AsO4]2·2H2O und ist damit chemisch gesehen ein wasserhaltiges Blei-Zink-Arsenat.
Helmutwinklerit entwickelt nach dem Pinakoid {001} tafelige Kristalle bis maximal 5 mm Größe, die farblos bis leicht hellblau oder meergrün gefärbt sein können.

## Etymologie und Geschichte
Als Entdecker des Helmutwinklerits gelten Ltd. B. R. Woolfe, General Manager, und R. A. Schedler, Senior-Mineraloge der Tsumeb Mining Corporation, denen die weißen bis hellblauen Kristalle auf einer in der Tsumeb Mine gefundenen Stufe aufgefallen waren und die diese Stufe den Autoren der Typpublikation 1979 zur Identifizierung zur Verfügung gestellt hatten. Entsprechende Untersuchungen führten zur Feststellung des Vorliegens eines neuen Minerals, welches 1979 von der International Mineralogical Association (IMA) anerkannt und 1980 von den beiden deutschen Forschern an der Universität Göttingen Peter Süsse und Günther Schnorrer als Helmutwinklerit beschrieben wurde. Benannt wurde das Mineral nach dem deutschen Mineralogen Helmut Gustav Franz Winkler (1915–1980) in Anerkennung seiner Beiträge zur Petrologie, Mineralogie und Kristallographie. Winkler gilt als einer der Begründer der experimentellen Petrologie in Deutschland und ist Autor eines Standardwerks zur Petrologie der Metamorphite.
Typmaterial des Minerals wird am Geowissenschaftlichen Zentrum in der Georg-August-Universität Göttingen (Holotyp, Sammlungs-Nr. 7.4.127.1) aufbewahrt.

## Klassifikation
Die aktuelle Klassifikation der International Mineralogical Association (IMA) zählt den Helmutwinklerit zur Tsumcoritgruppe mit der allgemeinen Formel Me(1)Me(2)2(XO4)2(OH,H2O)2, in der Me(1), Me(2) und X unterschiedliche Positionen in der Struktur der Minerale der Tsumcoritgruppe mit Me(1) = Pb2+, Ca2+, Na+, K+ und Bi3+; Me(2) = Fe3+, Mn3+, Cu2+, Zn2+, Co2+, Ni2+, Mg2+ und Al3+ und X = As5+, P5+, V5+ und S6+ repräsentieren. Zur Tsumcoritgruppe gehören neben Helmutwinklerit noch Cabalzarit, Cobaltlotharmeyerit, Cobalttsumcorit, Ferrilotharmeyerit, Gartrellit, Kaliochalcit, Krettnichit, Lotharmeyerit, Lukrahnit, Manganlotharmeyerit, Mawbyit, Mounanait, Natrochalcit, Nickellotharmeyerit, Nickelschneebergit, Nickeltsumcorit, Phosphogartrellit, Rappoldit, Schneebergit, Thometzekit, Tsumcorit, Yancowinnait und Zinkgartrellit.
Da der Helmutwinklerit erst 1979 als eigenständiges Mineral anerkannt wurde, ist er in der seit 1977 veralteten 8. Auflage der Mineralsystematik nach Strunz noch nicht verzeichnet. Einzig im Lapis-Mineralienverzeichnis nach Stefan Weiß, das sich aus Rücksicht auf private Sammler und institutionelle Sammlungen noch nach dieser alten Form der Systematik von Karl Hugo Strunz richtet, erhielt das Mineral die System- und Mineral-Nr. VII/C.31-100. In der „Lapis-Systematik“ entspricht dies der Klasse der „Phosphate, Arsenate und Vanadate“ und dort der Abteilung „Wasserhaltige Phosphate, ohne fremde Anionen“, wo Helmutwinklerit zusammen mit Cabalzarit, Cobaltlotharmeyerit, Cobalttsumcorit, Ferrilotharmeyerit, Gartrellit, Krettnichit, Lotharmeyerit, Lukrahnit, Manganlotharmeyerit, Mawbyit, Mounanait, Nickellotharmeyerit, Nickelschneebergit, Nickeltsumcorit, Phosphogartrellit, Rappoldit, Schneebergit, Thometzekit, Tsumcorit, Yancowinnait und Zinkgartrellit die „Tsumcorit/Gartrellit-Gruppe“ bildet (Stand 2018).
Die seit 2001 gültige und von der International Mineralogical Association (IMA) bis 2009 aktualisierte 9. Auflage der Strunz’schen Mineralsystematik ordnet den Helmutwinklerit ebenfalls in die Abteilung der „Phosphate usw. ohne zusätzliche Anionen; mit H2O“ ein. Diese ist allerdings weiter unterteilt nach der relativen Größe der beteiligten Kationen und dem Stoffmengenverhältnis von Phosphat-, Arsenat- bzw. Vanadat-Komplex zum Kristallwassergehalt, so dass das Mineral entsprechend seiner Zusammensetzung in der Unterabteilung „Mit großen und mittelgroßen Kationen; RO4 : H2O = 1 : 1“ zu finden ist, wo es als alleiniger Namensgeber die „Helmutwinkleritgruppe“ mit der System-Nr. 8.CG.20 und den weiteren Mitgliedern Gartrellit, Lukrahnit, Phosphogartrellit, Rappoldit und Zinkgartrellit bildet.
Auch die vorwiegend im englischen Sprachraum gebräuchliche Systematik der Minerale nach Dana ordnet den Helmutwinklerit in die Klasse der „Phosphate, Arsenate und Vanadate“ und dort in die Abteilung der „Wasserhaltigen Phosphate etc.“ ein. Hier ist er als Namensgeber der „Helmutwinklerit-Untergruppe“ mit der System-Nr. 40.02.09 und den weiteren Mitgliedern Cobalttsumcorit, Mawbyit, Nickelschneebergit, Rappoldit, Schneebergit, Thometzekit und Tsumcorit innerhalb der Unterabteilung „Wasserhaltige Phosphate etc., mit A2+(B2+)2(XO4) × x(H2O)“ zu finden.

## Chemismus
Helmutwinklerit hat die gemessene Zusammensetzung Pb0,90(Zn2,17Cu0,12)Σ=2,29(As0,96O4)2·2,19H2O, was vereinfacht als PbZn2(AsO4)2·2H2O geschrieben werden kann und 24,97 % ZnO, 34,24 % PbO, 35,26 % As2O5 und 5,53 % H2O erfordert.
Helmutwinklerit ist ein Pb-Zn-dominanter Vertreter der Tsumcorit-Gruppe und hier z. B. das zinkdominante Analogon zum cobaltdominierten Rappoldit. Darüber hinaus ist die Verbindung PbZn2(AsO4)2·2H2O dimorph und kommt in der Natur neben dem triklin kristallisierenden Helmutwinklerit noch als monoklin kristallisierender Tsumcorit vor. Allerdings wird die chemische Formel für Tsumcorit auch als PbZnFe[(H2O,OH)|AsO4]2 angegeben, womit dann streng genommen kein Dimorphismus mehr vorliegen würde.

## Kristallstruktur
Helmutwinklerit kristallisiert im triklinen Kristallsystem in der Raumgruppe P1 (Raumgruppen-Nr. 2) mit den Gitterparametern a = 5,606 Å; b = 5,610 Å; c = 7,617 Å; α = 70,19°; β = 69,91° und γ = 69,18° sowie einer Formeleinheit pro Elementarzelle.
Die Kristallstruktur des Helmutwinklerits entspricht der generellen Struktur der Vertreter der Helmutwinkleritgruppe. Dabei sind Ketten von parallel [010] angeordneten Zn(O,OH)6-Oktaedern durch eckenverknüpfte AsO4-Tetraeder so miteinander verbunden, dass sich Schichten parallel (001) bilden. Diese Schichten sind wiederum durch Pb[8]-Atome und Wasserstoffbrückenbindungen miteinander verknüpft.

## Eigenschaften

### Morphologie

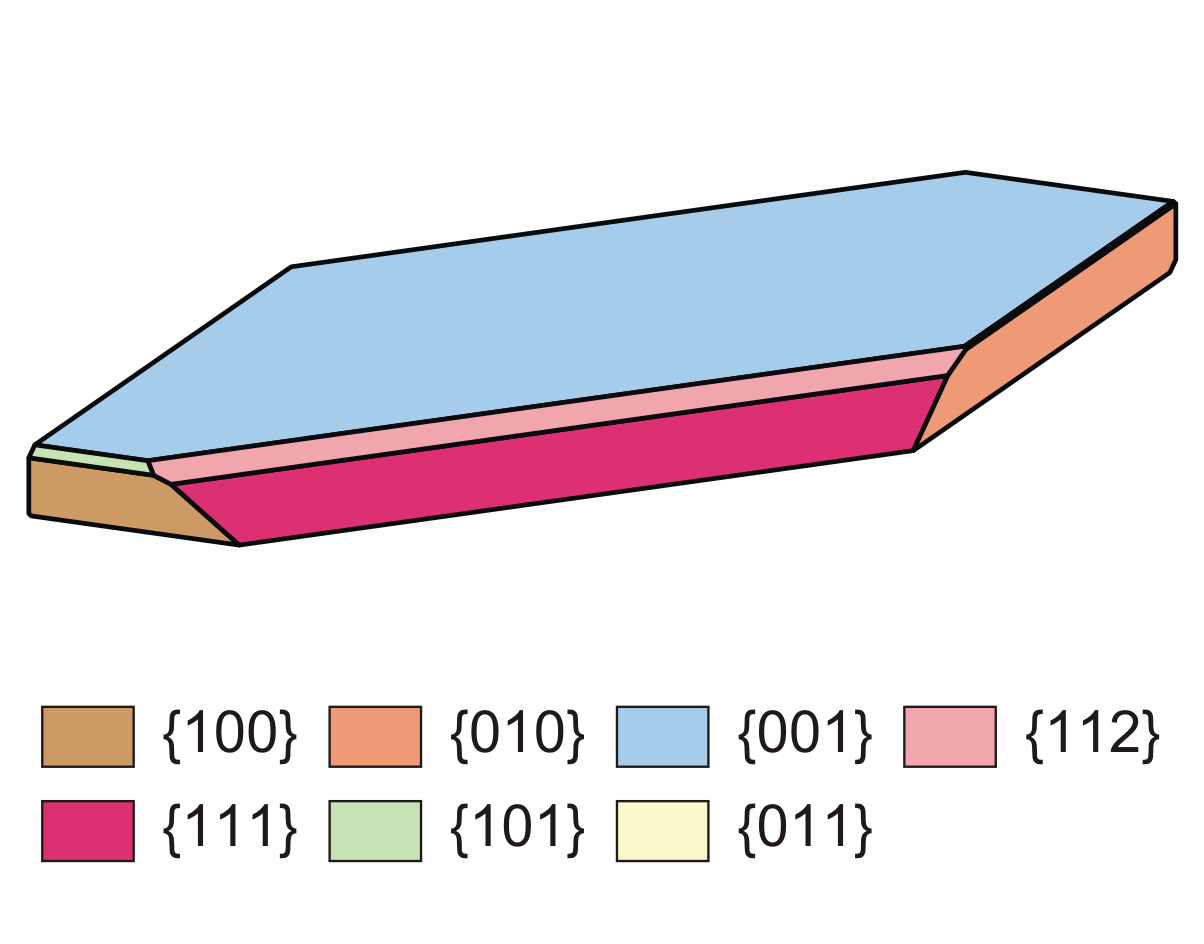
Zeichnung eines Helmutwinklerit-Kristalls aus der Tsumeb Mine

Helmutwinklerit bildet nach {001} tafelige Kristalle bis maximal 5 mm Größe, an denen neben der tragenden Form, dem Pinakoid {001}, auch die Pinakoide {100}, {010}, {011}, {101}, {111} und {112} identifiziert worden sind. Die ursprüngliche Indexierung sah nach {100} tafelige Kristalle mit {001}, {010}, {110} und {111} vor, hat sich aber als nicht richtig erwiesen.

### Physikalische und chemische Eigenschaften
Die Kristalle des Helmutwinklerits sind farblos, hellblau oder meergrün, ihre Strichfarbe wird mit weiß angegeben.
Die Oberflächen der durchscheinenden bis durchsichtigen Kristalle weisen einen glasartigen Glanz auf, Bruchflächen sind dagegen harzglänzend.
Das Mineral besitzt keine Spaltbarkeit, bricht aber ähnlich wie Glas oder Quarz, wobei die Bruchflächen muschelig ausgebildet sind. Mit einer Mohshärte von 4,5 gehört Helmutwinklerit zu den mittelharten Mineralen, die sich etwas leichter als das Referenzmineral Apatit mit dem Taschenmesser noch ritzen lassen. Die gemessene Dichte des Minerals beträgt 5,3 g/cm³, seine berechnete Dichte liegt zwischen 5,21 und 5,29 g/cm³.
Helmutwinklerit ist in Salzsäure vollständig, in Salpetersäure und Schwefelsäure weniger gut löslich.

## Bildung und Fundorte
Als sehr seltene Mineralbildung konnte Helmutwinklerit bisher (Stand 2016) neben seiner Typlokalität nur von einem weiteren Fundort beschrieben werden. Als Typlokalität gilt die weltberühmte Cu-Pb-Zn-Ag-Ge-Cd-Lagerstätte der „Tsumeb Mine“ (Tsumcorp Mine) in Tsumeb, Region Oshikoto, Namibia, wo Helmutwinklerit erstmals in einem Lösungshohlraum im Tennantit beobachtet worden ist und hier von Quarz und Willemit begleitet wurde. Ein weiterer Hohlraum auf derselben Stufe enthielt Koritnigit, Warikahnit und Cuproadamin.
Für einige weitere Stufen mit Helmutwinklerit ist der E9 Pillar auf der 31. Sohle als genauer Fundpunkt in der Tsumeb Mine sicher bekannt. Auch hier ist das Mineral mit weißem Koritnigit, Willemit, blassgelbem Warikahnit, Cuproadamin und Quarz vergesellschaftet. Helmutwinklerit ist von diesen Mineralen zuerst gebildet worden, ist in der Sukzession also das älteste Mineral.
Helmutwinklerit ist ein typisches Sekundärmineral und bildete sich in der zweiten (unteren) Oxidationszone der in Dolomitsteinen sitzenden hydrothermalen polymetallischen Erzlagerstätte Tsumeb aus blei- und zinkhaltigen Sulfiden (Galenit, Sphalerit), wobei das Arsen aus der Zersetzung des Arsenfahlerzes Tennantit stammt. Tennantit lieferte wahrscheinlich auch die geringen Mengen an Kupfer, die sich in den Analysen des Helmutwinklerits nachweisen lassen.
Der neben der Typlokalität einzige weitere Fundort, der allerdings nur eine Stufe geliefert hat, ist der „Shaft No. 132“ der „Christiana Mine“ bei Agios Konstantinos (Kamariza) bei Plaka, Lavrion District, Region Attika, Griechenland. Helmutwinklerit bildet hier farblose bis blassgrüne Krusten aus morphologisch nur undeutlich entwickelten Kristallen. Helmutwinklerit-Kristalle mit Kupfergehalten sind dabei deutlich grün gefärbt, während kupferarme bis -freie Kristalle farblos sind. Die Matrix besteht aus einem Gemenge aus Quarz und zersetztem Tennantit, der – wie in der Tsumeb Mine – sowohl für das Arsen als auch das Kupfer verantwortlich sein dürfte. Die Paragenese ist mit Warikahnit, Koritnigit, Adamin und Tsumcorit ähnlich wie die in der Tsumeb Mine.

## Verwendung
Aufgrund seiner Seltenheit ist Helmutwinklerit nur für den Mineralsammler interessant.